# Kozłówki (Jodłówka Tuchowska)
Kozłówki – część wsi Jodłówka Tuchowska w Polsce, położona w województwie małopolskim, w powiecie tarnowskim, w gminie Tuchów. 
1 stycznia 1881 wraz z Jodłówką i Nosalową wyłączone z powiatu jasielskiego i włączone do powiatu tarnowskiego.
W latach 1975–1998 Nosalowa administracyjnie należała do województwa tarnowskiego.